# Jacques Pulver
Pour les articles homonymes, voir Pulver.
Jacques Joseph Pulver dit Jacques Pulver dit  Pierre Couvret (dans la Résistance), né le 12 juillet 1914 à Saint-Gilles (Bruxelles) et mort en 1994 en Israël, est une des une personnalités historiques des Éclaireurs Israélites de France (EIF) (qui deviendra Éclaireuses éclaireurs israélites de France) (EEIF), membre de la Résistance. Il est le frère d'Édith Pulver, résistante juive française, membre des (EIF), secrétaire de Marc Haguenau, morte  à Auschwitz,.

## Biographie
Jacques Pulver,.est né le 12 juillet 1914 à Saint-Gilles (Bruxelles).

### Président du scoutisme français
En 1960-1961, il est président du Scoutisme Français.